# Séguédougou
Séguédougou est une commune rurale située dans le département de N'Dorola de la province de Kénédougou dans la région des Hauts-Bassins au Burkina Faso.

## Géographie
Séguédougou est situé à environ 10 km au nord de N'Dorola.

## Santé et éducation
Le centre de soins le plus proche de Séguédougou est le centre de santé et de promotion sociale (CSPS) de N'Dorola.